# Beaufortia multiocellata
Beaufortia multiocellata är en fiskart som beskrevs av Nguyen 2005. Beaufortia multiocellata ingår i släktet Beaufortia och familjen grönlingsfiskar. Inga underarter finns listade.